# Kohlrabizirkus

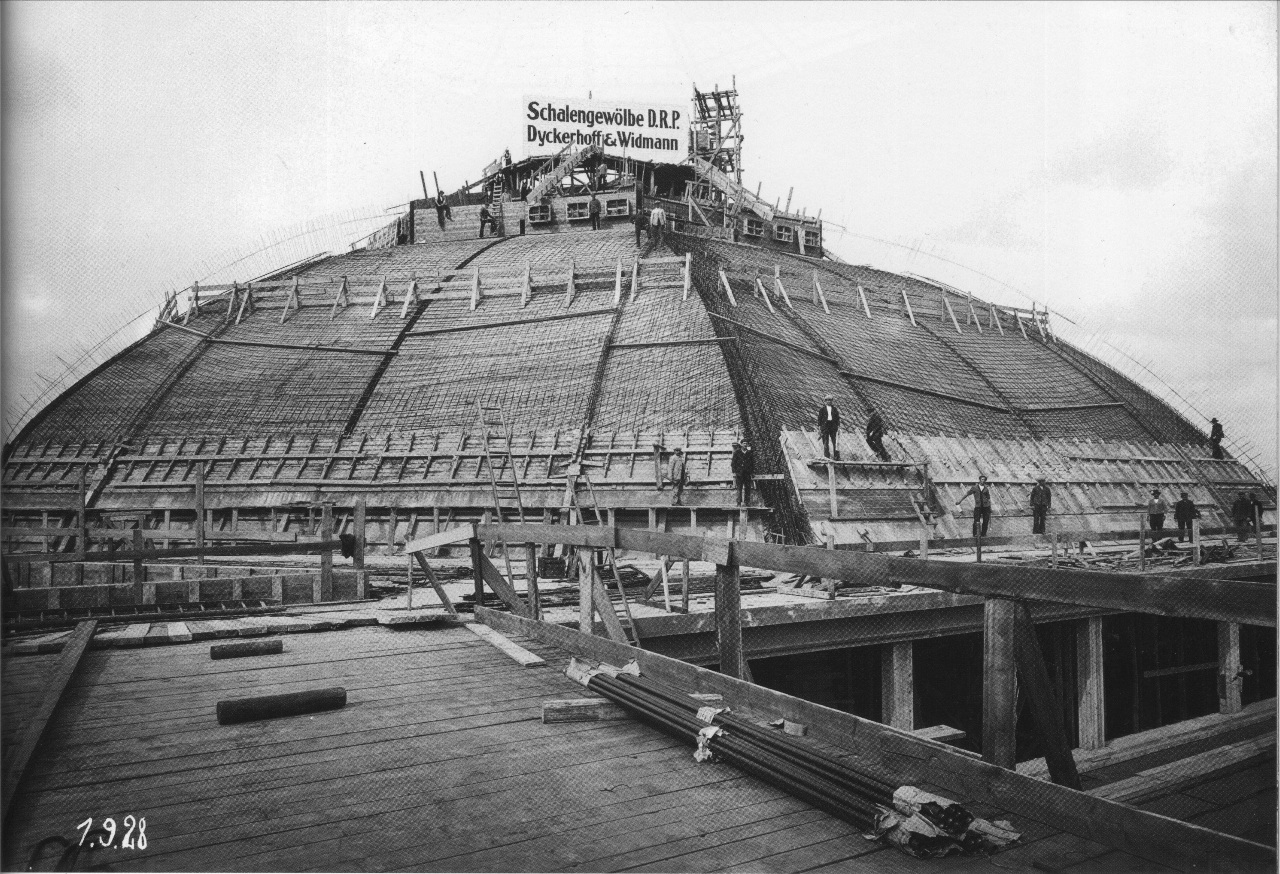
Construcción de la estructura de la cúpula, el 1 de septiembre de 1928

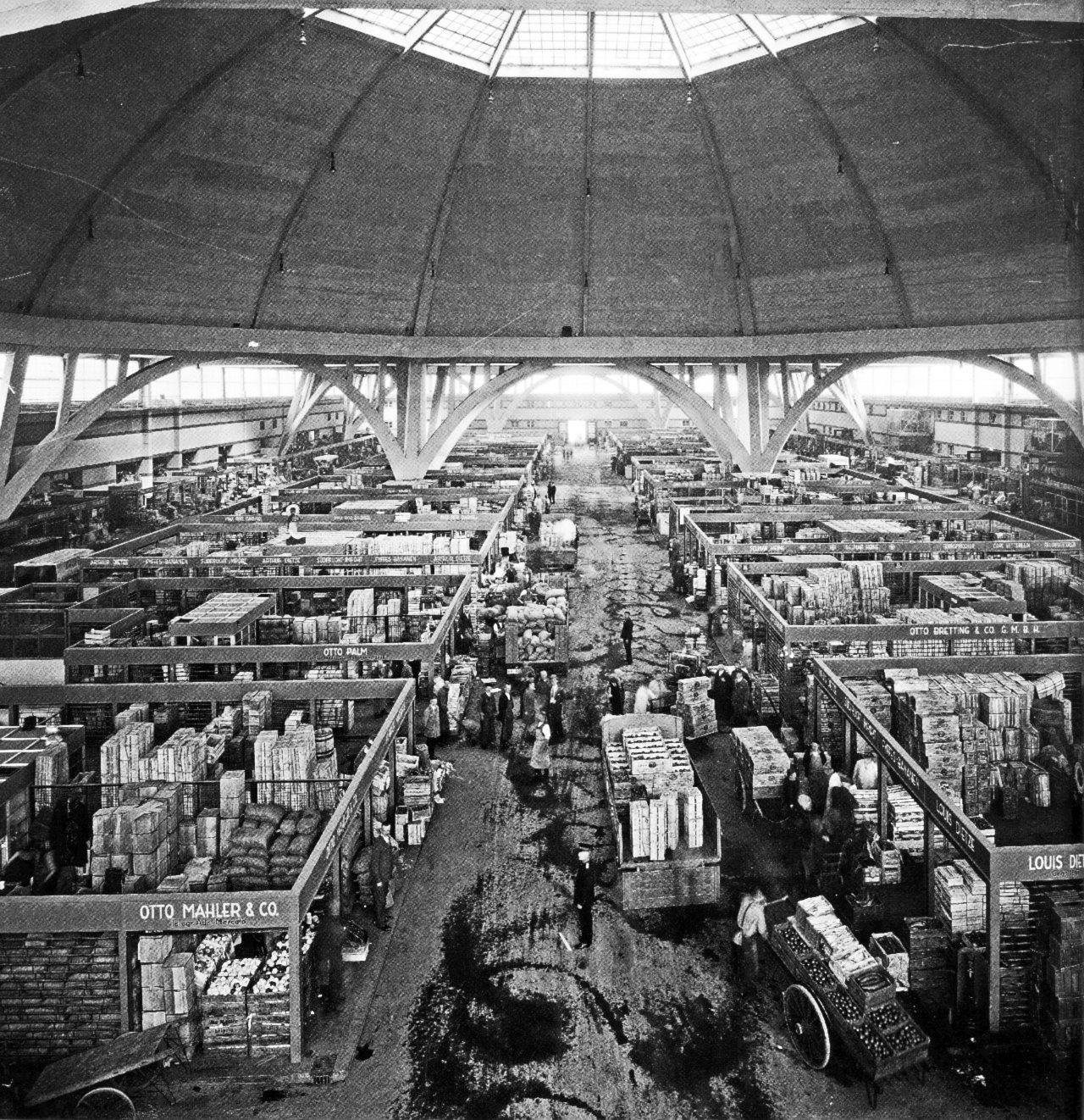
Comerciantes de frutas y verduras en el mercado

El mercado de abastos de Leipzig, en vistas frontal y superior

El Kohlrabizirkus o traducido literalmente, Circo Colinabo es el antiguo mercado mayorista de Leipzig y es conocido también como el Leipziger Großmarkthalle o Großmarkthalle Leipzig. 
Es un edificio patrimonial protegido, construido entre 1927 y 1929, actualmente utilizado para eventos.

## Historia
La construcción de un nuevo mercado mayorista fue aprobada por el ayuntamiento de Leipzig en el verano de 1927, cuando quedó claro que el antiguo mercado central situado cerca del edificio del nuevo ayuntamiento ya no podía satisfacer las necesidades de un mercado en rápido crecimiento. La ciudad de Leipzig contaba en ese entonces con unos 680.000 habitantes.
Por motivos logísticos, el mercado debía tener una conexión cómoda tanto con el sistema de calles de la ciudad como con el sistema de comunicación ferroviaria, por lo que finalmente se eligió un tramo al sur del centro de la ciudad y cerca de la estación de Leipzig-Baviera.
Al mismo tiempo, el arquitecto y urbanista de la ciudad, Hubert Ritter, se esforzó por encontrar una solución arquitectónica que permitiera obtener la máxima superficie útil, eliminando la posibilidad de tener soportes internos macizos. Finalmente, Ritter se centró en la idea de una estructura abovedada.
El cálculo de la estructura de la cúpula fue realizado por los ingenieros civiles Franz Dishinger y Hubert Rush, empleados de la empresa constructora Dyckerhoff & Widmann AG de Wiesbaden (desde 1990, como parte del consorcio Strabag), que recibió el encargo de construir un mercado y que ya era conocida por el Centro del Centenario de Breslavia.
De las tres cúpulas proyectadas y de las cuales cada una debía cubrir una superficie de unos 6.000 m², en realidad sólo se realizaron dos de ellas.
Sin embargo, el edificio terminado en 1929 llamó muchísimo la atención, al ser cúpulas elípticas octogonales de hormigón armado de forma elíptica de sólo 9 cm de espesor, con una altura de 29 metros y una anchura de 75 metros (ancho visible de 65,8 m), ya que cada uno de los domos sólo está sostenido por 8 columnas inclinadas de 13 metros y el concreto tiene un peso de 2160 toneladas.
En el momento de su inauguración, el mercado mayorista de Leipzig era la estructura abovedada de hormigón armado pretensado más grande del mundo y las cúpulas sólidas más grandes del mundo.
Por su forma y función anterior como mercado de abastos, fue llamado “Circo Colinabo” y este nombre se sigue utilizando hoy en día también por los operadores del edificio.
En otoño de 2013, la Cámara Federal de Ingenieros de Alemania (Bundesingenieurkammer) reconoció las cúpulas del antiguo mercado mayorista como un hito histórico de la ingeniería civil alemana otorgándo el estatus de monumento histórico de ingeniería y arte arquitectónico.
El 27 de julio de 2021, la ciudad de Leipzig adquirió el inmueble de Vicus Group AG por 11,5 millones de euros y lo transfirió a la Leipzig Development and Marketing Company (LEVG), que planea renovar el inmueble.  

## Usos
El edificio dejaró de funcionar como mercado mayorista el 31 de octubre de 1995, decisión relacionada directamente con la construcción de una nueva terminal logística en el norte de la ciudad y más cerca del aeropuerto local.
La sala norte se utiliza para conciertos, mercadillos, entre otros usos y ofrece un espacio para hasta 2500 personas. El área total es 5300 m².
La sala sur se utilizó entre los inviernos de 2000 y 2012 como cúpula de hielo y con sus 2200 m² ofrecía la superficie cubierta de patinaje sobre hielo más grande de Alemania, pero desde 2012 la empresa administradora se mudó a una nueva ubicación.
Desde mayo de 2014, el club de techno Institut für Zukunft está ubicado en el sótano del ala norte. El Campeonato por el Trofeo Europeo de Dardos se desarrolló en septiembre de 2014.
Desde el inicio de la temporada 2018/2019, el pabellón norte del complejo fue la sede del campeonato de Hockey sobre hielo Icefighters Leipzig. Para ello se preparó una superficie de hielo y gradas correspondientes, inicialmente para 2.500 espectadores.
También se proyectó una sala de búlder y un parque de trampolines. 
El contrato de alquiler fue rescindido por el propietario, Vicus Group AG, en julio de 2019 ya que anteriormente existían diferencias debido a defectos estructurales y a la limitada usabilidad de la sala. La asociación tampoco solicitó subvenciones para cubrir los gastos de alquiler en el momento oportuno. 

## Literatura
1. Peter Leonhardt, Moderne in Leipzig. Architektur und Städtebau 1918 bis 1933 (Modernismo en Leipzig. Arquitectura y desarrollo urbano de 1918 a 1933), Pro Leipzig, Leipzig 2007, ISBN 978-3-936508-29-1, págs 120-123.
2. Werner Lorenz, Roland May, Jürgen Stritzke: Die Großmarkthalle Leipzig. [= Historische Wahrzeichen der Ingenieurbaukunst in Deutschland, Band 14.] (El mercado mayorista de Leipzig. (= Hitos históricos de la ingeniería civil en Alemania, Volumen 14.) Berlín 2013, ISBN 978-3-941867-14-7
3. Picon, Antoine (1997): L'art de l'ingénieur. constructeur, entrepeneur, inventeur. Éditions du Centre Georges Pompidou, París (Francia), pp. 261-263.
4. Bomhard, Helmut (1985): Concrete Shell Construction - Structures and Designs in the Federal Republic of Germany. Presented at: Theory and Experimental Investigation of Spatial Structures - Application of Shells in Engineering Structures, 23-29.09.1985, Moscow, pp. 103-126.
5. Les coupoles du nouveau marché de Leipzig. In: La Technique des Travaux, v. 5, n. 10 (October 1929), pp. 559-568.
6. Schmidt, Hartwig (2014): Die Großmarkthalle Leipzig. In: Beton- und Stahlbetonbau, v. 109, n. 8 (August 2014), pp. 575. https://doi.org/10.1002/best.201490074
7. Lorenz, Wener / May, Roland / Stritzke, Jürgen (2013): Die Großmarkthalle Leipzig. Bundesingenieurkammer, Berlín (Alemania), ISBN 978-3-941867-14-7, pp. 108.